# Forssmed
Forssmed är en svensk släkt från nuvarande Ydre kommun i Östergötland.
Släkten härstammar från Österfors under Österby i Sunds församling i södra Östergötland. Här bosatte sig smeden Anders Johan Jonsson med familj 1874. Sonen Karl Oskar Jonsson (1872–1944), som växte upp här och liksom fadern blev smed, återkom hit 1901 tillsammans med hustrun Hulda Charlotta Maxima Svensson (1873–1942) efter en kortare tid i Målen, Norra Vi socken. Makarna bodde sedan kvar i Österfors livet ut. I deras stora barnaskara tog tre söner namnet Forssmed. Kända medlemmar av släkten är socialminister Jakob Forssmed och skådespelaren Ola Forssmed, vilka är sysslingar med varandra.

## Stamtavla i urval
- Anders Johan Jonsson (1842–1930), smed
  - Karl Oskar Jonsson (1872–1944), smed
    - Bror Åke Forssmed (1906–1992)
      - Arne Forssmed (född 1951–2019)
        - Jakob Forssmed (född 1974), socialminister

    - Hjalmar Sjunne Forssmed (1907–1991)
      - Elinor Forssmed Östh (född 1951)
        - Ola Forssmed (född 1973), skådespelare

    - Sixten Ragnar Forssmed (1912–1973)